# Bridgeport (Nueva York)
Bridgeport es un lugar designado por el censo ubicado en el condado de Madison y parte en el condado de Onondaga en el estado estadounidense de Nueva York. En el año 2000 tenía una población de 1,678 habitantes y una densidad poblacional de 352 personas por km².

## Geografía
Bridgeport se encuentra ubicado en las coordenadas 43°9′16″N 75°58′30″O / 43.15444, -75.97500.

## Demografía
Según la Oficina del Censo en 2000 los ingresos medios por hogar en la localidad eran de $31,358, y los ingresos medios por familia eran $42,337. Los hombres tenían unos ingresos medios de $26,970 frente a los $26,316 para las mujeres. La renta per cápita para la localidad era de $14,761. Alrededor del 12.2% de la población estaban por debajo del umbral de pobreza.